# MREG
MREG (англ. Melanoregulin) – білок, який кодується однойменним геном, розташованим у людей на 2-й хромосомі. Довжина поліпептидного ланцюга білка становить 214 амінокислот, а молекулярна маса — 24 927.
| 10         |  | 20         |  | 30         |  | 40         |  | 50         |
| ---------- |  | ---------- |  | ---------- |  | ---------- |  | ---------- |
| MGLRDWLRTV |  | CCCCGCECLE |  | ERALPEKEPL |  | VSDNNPYSSF |  | GATLVRDDEK |
| NLWSMPHDVS |  | HTEADDDRTL |  | YNLIVIRNQQ |  | AKDSEEWQKL |  | NYDIHTLRQV |
| RREVRNRWKC |  | ILEDLGFQKE |  | ADSLLSVTKL |  | STISDSKNTR |  | KAREMLLKLA |
| EETNIFPTSW |  | ELSERYLFVV |  | DRLIALDAAE |  | EFFKLARRTY |  | PKKPGVPCLA |
| DGQKELHYLP |  | FPSP       |  |            |  |            |  |            |

A: Аланін

C: Цистеїн

D: Аспарагінова кислота

E: Глутамінова кислота

F: Фенілаланін

G: Гліцин

H: Гістидин

I: Ізолейцин

K: Лізин

L: Лейцин

M: Метіонін

N: Аспарагін

P: Пролін

Q: Глутамін

R: Аргінін

S: Серин

T: Треонін

V: Валін

W: Триптофан

Кодований геном білок за функцією належить до фосфопротеїнів. 
Задіяний у такому біологічному процесі, як альтернативний сплайсинг. 
Локалізований у клітинній мембрані, мембрані.